# Frederico Maurício de La Tour de Auvérnia, Duque de Bulhão
Frederico Maurício de La Tour de Auvérnia, (em francês:  Frédéric Maurice de La Tour d'Auvergne, 22 de Outubro de 1605 - 9 de Agosto de 1652) foi um nobre e general no exército real francês. Foi Duque soberano de Bulhão e Príncipe independente de Sedan.

## Biografia
Nascido em Sedan, nas Ardenas, Frederico era o filho mais velho de Henrique de La Tour de Auvérnia, visconde de Turenne, duque de Bulhão e príncipe de Sedan, e da condessa Isabel de Nassau. O seu irmão mais novo era o conhecido Turenne, marechal da França. Frederico teve uma educação protestante e teve o seu treino militar na Holanda, sob a supervisão dos seus tios, os príncipes Maurício e Frederico Henrique de Orange-Nassau.
Tornou-se duque de Bulhão e príncipe de Sedan, Jametz e Raucourt (a actual zona de Ardenas, em França), após a morte do seu pai em 1623. Foi nomeado governador de Maastricht (Províncias Unidas) em 1629. Em 1634, casou-se com Leonor Catarina de Bergh que o convenceu a converter-se ao catolicismo.
Em 1635, o duque de Bulhão passou a servir o rei Luís XIII de França e foi nomeado marechal-de-campo. Perdeu o seu posto nas Províncias Unidas em 1637 depois de se ter envolvido em negociações com o arqui-inimigo das mesmas, a Espanha.
Conspirou contra Richelieu com a ajuda do conde de Soissons e, com a ajuda de tropas espanholas, conseguiu derrotar as tropas reais francesas que tinham sido enviadas atrás de si e do conde de Soissons, na Batalha de La Marfée, nos arredores de Seda, em 1641.
Mais tarde submeteu-se ao rei Luís XIII e a Richelieu e foi promovido à posição de tenente-general, comandando o exército francês em Itália em 1642. Depois de voltar a conspirar contra Richelieu, desta vez com a ajuda de Cinq-Mars, foi preso em Casale, na Itália, sendo apenas libertado quando a sua esposa ameaçou dar acesso aos espanhóis ao principado de Sedan em 1642. Devido a este incidente, Frederico entregou os principados de Sedan e Rancourt à França.
Em 1650, Frederico juntou-se à Fronda e foi um dos seus líderes juntamente com o irmão. Mazarin conseguiu convencê-lo em 1650, prometendo-lhe uma posição mais vantajosa e compensações pela entrega de Sedan e Raucourt, trocados em 1651 pelos ducados de Albret e Château-Thierry, os condados de Auvérnia e Évreux, e várias outras terras.
Morreu em Pontoise, perto de Paris, em 1652 e foi enterrado em Évreux.

## Descendência
1. Isabel (Elisabeth) (11 de maio de 1635 — 23 de outubro de 1680), casada com o duque Carlos III de Elbeuf; com descendência.
2. Godofredo Maurício (Godefroy Maurice) (21 de junho de 1636 — 26 de julho de 1721), casado com Maria Ana Mancini; com descendência (duques de Bulhão).
3. Luísa Carlota (Louise-Charlotte) (30 de janeiro de 1638 — 16 de março de 1683), Mademoiselle de Bulhão; morreu solteira e sem descendência.
4. Amélia (Amélie) (1640 - 1696), tornou-se freira; sem descendência.
5. Frederico Maurício (Frédéric-Maurice) (15 de janeiro de 1642 — 23 de novembro de 1707), casado com a princesa Henriqueta Francisca de Hohenzollern-Hechingen; com descendência.
6. Emanuel Teodósio (Emmanuel-Théodose) (24 de agosto de 1643 — 2 de março de 1715), Cardeal de Bulhão; sem descendência.
7. Hipólita (Hyppolite) (11 de fevereiro de 1645 — 1715), tornou-se freira; sem descendência.
8. Constantino Inácio (Constantin-Ignace) (10 de março de 1646 — 3 de outubro de 1670), Cavaleiro da Ordem de S. João de Jerusalém;
9. Henrique Inácio (Henri-Ignace) (2 de fevereiro de 1650 — 20 de fevereiro de 1675), o cavaleiro de Bulhão, morreu num duelo; sem descendência.
10. Maurícia Febrônia (Mauricette-Fébronie) (12 de abril de 1652 — 20 de junho de 1706), casada com Maximiliano, Duque da Baviera-Leuchtenberg; sem descendência.[1]

## Genealogia
| Frederico Maurício de La Tour de Auvérnia | Pai: Henrique de La Tour de Auvérnia, Duque de Bulhão | Avô paterno: Francisco III de La Tour de Auvérnia | Bisavô paterno: Francisco II de La Tour de Auvérnia |
| Frederico Maurício de La Tour de Auvérnia | Pai: Henrique de La Tour de Auvérnia, Duque de Bulhão | Avô paterno: Francisco III de La Tour de Auvérnia | Bisavó paterna: Ana de La Tour                      |
| Frederico Maurício de La Tour de Auvérnia | Pai: Henrique de La Tour de Auvérnia, Duque de Bulhão | Avó paterna: Leonor de Montmorency                | Bisavô paterno: Ana de Montmorency                  |
| Frederico Maurício de La Tour de Auvérnia | Pai: Henrique de La Tour de Auvérnia, Duque de Bulhão | Avó paterna: Leonor de Montmorency                | Bisavó paterna: Madalena de Saboia                  |
| Frederico Maurício de La Tour de Auvérnia | Mãe: Isabel de Nassau                                 | Avô materno: Guilherme I de Orange                | Bisavô materno: Guilherme I de Nassau-Dilemburgo    |
| Frederico Maurício de La Tour de Auvérnia | Mãe: Isabel de Nassau                                 | Avô materno: Guilherme I de Orange                | Bisavó materna: Juliana de Stolberga                |
| Frederico Maurício de La Tour de Auvérnia | Mãe: Isabel de Nassau                                 | Avó materna: Carlota de Bourbon                   | Bisavô materno: Luís, Duque de Montpensier          |
| Frederico Maurício de La Tour de Auvérnia | Mãe: Isabel de Nassau                                 | Avó materna: Carlota de Bourbon                   | Bisavó materna: Jaqueline de Longwy                 |